# Leonard Nelson
Leonard Nelson, född den 11 juli 1882 i Berlin, död den 29 oktober 1927 i Göttingen, var en tysk filosof.
Nelson, som var docent och sedan 1919 e.o. professor i Göttingen, tillhörde Fries skola, i vars Abhandlungen der Fries-schule han offentliggjorde sina första skrifter (1904 ff.). 
Bland hans många senare arbeten kan nämnas Über das sogenannte erkenntnisproblem (1908),  Vorlesungen über die grundlagen der ethik (3 band, 1917 ff.) och System der philosophischen rechtslehre (1920).